# Nazionale maschile di pallacanestro dello Yemen
La nazionale di pallacanestro dello Yemen è la rappresentativa cestistica dello Yemen ed è posta sotto l'egida della Federazione cestistica dello Yemen.

## Piazzamenti

### Giochi asiatici
- 1982 - 13°

## Nazionali giovanili
- Nazionale Under-18
- Nazionale Under-16